# Persone di cognome Lombardi
| Questa pagina contiene informazioni ricavate automaticamente dalle voci biografiche con l'ausilio del template Bio e di un bot. L'aggiornamento è periodico e automatico e ricostruisce completamente la pagina. Se manca una persona in questa lista, sei pregato di non aggiungerla, ma accertati piuttosto che la sua voce biografica contenga il template Bio e che i dati anagrafici siano correttamente compilati. Se il template Bio manca, inseriscilo tu stesso o, in alternativa, metti l'avviso {{tmp\|Bio}} che ne segnala la mancanza. Se i dati riportati sono sbagliati, correggi direttamente la voce biografica; le modifiche saranno visibili in questa lista entro pochi giorni. Per chiarimenti vedi il progetto antroponimi. La lista contiene solo le 98 persone che sono citate nell'enciclopedia e per le quali è stato implementato correttamente il template Bio. Pagina aggiornata al 22 gen 2025. |

Questa è una lista di persone presenti nell'enciclopedia che hanno il cognome Lombardi, suddivise per attività principale.

## Allenatori di calcio(3)
- Cristiano Lombardi, allenatore di calcio e ex calciatore italiano (Viterbo, n. 1995)
- Ricardo Caruso Lombardi, allenatore di calcio e ex calciatore argentino (Buenos Aires, n. 1962)
- Stefano Lombardi, allenatore di calcio e ex calciatore italiano (Pordenone, n. 1976)

## Allenatori di football americano(1)
- Vince Lombardi, allenatore di football americano statunitense (Brooklyn, n. 1913 - Washington, † 1970)

## Alpinisti(1)
- Vittorio Lombardi, alpinista, imprenditore e mecenate italiano (Inzino, n. 1893 - Modena, † 1957)

## Ammiragli(1)
- Giuseppe Lombardi, ammiraglio italiano (Dronero, n. 1886 - Roma, † 1978)

## Annunciatori televisivi(1)
- Augusto Lombardi, annunciatore televisivo, giornalista e conduttore televisivo |Nazionalità = italiano (Roma, n. 1954)

## Antiquari(1)
- Glauco Lombardi, antiquario e giornalista italiano (Colorno, n. 1881 - Colorno, † 1970)

## Arbitri di calcio(1)
- Domingo Lombardi, arbitro di calcio uruguaiano (Santa Lucía, n. 1898 - † 1971)

## Architetti(1)
- Pietro Lombardi, architetto e scultore italiano (Roma, n. 1894 - Roma, † 1984)

## Arcivescovi cattolici(1)
- Armando Lombardi, arcivescovo cattolico italiano (Cercepiccola, n. 1905 - Rio de Janeiro, † 1964)

## Attori(5)
- Carlo Lombardi, attore italiano (Lucca, n. 1900 - Roma, † 1984)
- Louis Lombardi, attore statunitense (The Bronx, n. 1968)
- Maurizio Lombardi, attore e regista teatrale italiano (Firenze, n. 1973)
- Paolo Lombardi, attore e doppiatore italiano (Siena, n. 1944)
- Rodrigo Lombardi, attore e doppiatore brasiliano (San Paolo, n. 1976)

## Attori teatrali(3)
- Dillo Lombardi, attore teatrale e attore cinematografico italiano (Parma, n. 1858 - Civita Castellana, † 1935)
- Francesco Lombardi, attore teatrale italiano (Bergamo, n. 1792 - Bologna, † 1846)
- Sandro Lombardi, attore teatrale e scrittore italiano (Poppi, n. 1951)

## Attrici(1)
- Bruna Lombardi, attrice, conduttrice televisiva e poetessa brasiliana (San Paolo, n. 1952)

## Avvocati(2)
- Domenico Raffaello Lombardi, avvocato e politico italiano (Merano, n. 1928 - Isernia, † 2013)
- Nicola Lombardi, avvocato, politico e giornalista italiano (Mileto, n. 1870 - Catanzaro, † 1952)

## Calciatori(7)
- Adriano Lombardi, calciatore e allenatore di calcio italiano (Ponsacco, n. 1945 - Mercogliano, † 2007)
- Balilla Lombardi, calciatore italiano (Roma, n. 1916 - Roma, † 1987)
- Ezio Lombardi, ex calciatore italiano (Milano, n. 1928)
- Geremy Lombardi, ex calciatore dominicano (San Juan de la Maguana, n. 1996)
- Gustavo Lombardi, ex calciatore argentino (Rosario, n. 1975)
- Pasquale Lombardi, calciatore italiano (Origgio, n. 1939 - Origgio, † 2018)
- Piero Lombardi, calciatore italiano

## Cantanti(3)
- Alfio Lombardi, cantante italiano (Angri, n. 1963)
- Ettore Lombardi, cantante e compositore italiano (Napoli, n. 1933 - Roma, † 2006)
- Pietro Lombardi, cantante e personaggio televisivo tedesco (Karlsruhe, n. 1992)

## Cavalieri(1)
- Alberto Lombardi, cavaliere italiano (Dronero, n. 1893 - Roma, † 1975)

## Cestisti(2)
- Eric Lombardi, cestista italiano (Torino, n. 1993)
- Gianfranco Lombardi, cestista e allenatore di pallacanestro italiano (Livorno, n. 1941 - Cocquio-Trevisago, † 2021)

## Ciclisti su strada(2)
- Giosuè Lombardi, ciclista su strada italiano (Ponsacco, n. 1893 - Rapallo, † 1959)
- Giovanni Lombardi, ex ciclista su strada e pistard italiano (Pavia, n. 1969)

## Compositori(1)
- Luca Lombardi, compositore italiano (Roma, n. 1945)

## Conduttori televisivi(1)
- Angelo Lombardi, conduttore televisivo italiano (Genova, n. 1910 - Roma, † 1996)

## Designer(1)
- Anna Aurora Lombardi, designer italiana (Palmanova, n. 1956)

## Direttori della fotografia(1)
- Rodolfo Lombardi, direttore della fotografia italiano (Roma, n. 1908 - Roma, † 1985)

## Dirigenti d'azienda(1)
- Sebastiano Lombardi, dirigente d'azienda italiano (Washington, n. 1970)

## Editori(1)
- Johnny Lombardi, editore e imprenditore canadese (Toronto, n. 1915 - Toronto, † 2002)

## Etnomusicologi(1)
- Fabio Lombardi, etnomusicologo italiano (Meldola, n. 1961)

## Filosofi(1)
- Franco Lombardi, filosofo italiano (Napoli, n. 1906 - Roma, † 1989)

## Fotografi(1)
- Paolo Lombardi, fotografo italiano (Siena, n. 1827 - Siena, † 1890)

## Generali(2)
- Luigi Lombardi, generale e funzionario italiano (Cuneo, n. 1898 - Roma, † 1992)
- Stefano Lombardi, generale italiano (Dronero, n. 1862 - † 1925)

## Geodeti(1)
- Francesco Lombardi, geodeta e topografo italiano (Codrongianos, n. 1918 - Firenze, † 2004)

## Giocatori di baseball(1)
- Ernie Lombardi, giocatore di baseball statunitense (Oakland, n. 1908 - Santa Cruz, † 1977)

## Giornalisti(1)
- Roberto Lombardi, giornalista, tennista e dirigente sportivo italiano (Alessandria, n. 1950 - Milano, † 2010)

## Giuristi(2)
- Gabrio Lombardi, giurista e politico italiano (Napoli, n. 1913 - Roma, † 1994)
- Giovanni Lombardi, giurista e politico italiano (Rutino, n. 1872 - Napoli, † 1946)

## Hockeisti su ghiaccio(1)
- Matthew Lombardi, ex hockeista su ghiaccio canadese (Montréal, n. 1982)

## Imprenditori(2)
- Antonio Lombardi, imprenditore italiano (Cuccaro Vetere, n. 1967)
- Renato Lombardi, imprenditore italiano (Napoli, n. 1906 - Grignasco, † 1982)

## Ingegneri(3)
- Claudio Lombardi, ingegnere italiano (Alessandria, n. 1942)
- Giancarlo Lombardi, ingegnere, imprenditore e politico italiano (Milano, n. 1937 - Milano, † 2017)
- Giovanni Lombardi, ingegnere svizzero (Sorengo, n. 1926 - Fontvieille, † 2017)

## Letterati(1)
- Baldassarre Lombardi, letterato, critico letterario e religioso italiano (Vimercate, n. 1718 - Roma, † 1802)

## Lottatori(1)
- Pietro Lombardi, lottatore italiano (Bari, n. 1922 - Bari, † 2011)

## Militari(3)
- Attilio Armando Lombardi, militare italiano (Lesina, n. 1954 - Briosco, † 1974)
- Francis Lombardi, militare, aviatore e designer italiano (Genova, n. 1897 - Vercelli, † 1983)
- Carlo Lombardi, militare italiano (Brescia, n. 1834 - Wilmington, † 1865)

## Missionari(1)
- Giacomo Lombardi, missionario italiano (Prezza, n. 1862 - Chicago, † 1934)

## Patrioti(1)
- Vincenzo Lombardi, patriota italiano (Alatri, n. 1820 - Como, † 1906)

## Pianisti(1)
- Daniele Lombardi, pianista e compositore italiano (Firenze, n. 1946 - Firenze, † 2018)

## Pilote automobilistiche(1)
- Lella Lombardi, pilota automobilistica italiana (Frugarolo, n. 1941 - Milano, † 1992)

## Piloti motociclistici(1)
- Dino Lombardi, pilota motociclistico italiano (Benevento, n. 1990)

## Pittori(2)
- Enrico Lombardi, pittore italiano (Meldola, n. 1958)
- Giovanni Domenico Lombardi, pittore italiano (Lucca, n. 1682 - † 1751)

## Poetesse(1)
- Sandra Lombardi, poetessa e scrittrice italiana (Roma, n. 1946)

## Poeti(1)
- Eliodoro Lombardi, poeta e scrittore italiano (Trapani, n. 1834 - Palermo, † 1894)

## Politiche(4)
- Angela Lombardi, politica italiana (Rivello, n. 1969)
- Pia Lombardi, politica italiana (Napoli, n. 1903 - Roma, † 1991)
- Roberta Lombardi, politica italiana (Orbetello, n. 1973)
- Vera Lombardi, politica italiana (Napoli, n. 1904 - Napoli, † 1995)

## Politici(9)
- Carlo Lombardi, politico italiano (Mortara, n. 1899 - Mortara, † 1980)
- Enzo Lombardi, politico italiano (Castel di Ieri, n. 1942)
- Filippo Lombardi, politico e giornalista svizzero (Bellinzona, n. 1956)
- Foscolo Lombardi, politico e partigiano italiano (Firenze, n. 1895 - Firenze, † 1973)
- Giovanni Lombardi, politico italiano (Cremona, n. 1914 - † 2008)
- Luigi Lombardi, politico e ingegnere italiano (Dronero, n. 1867 - Roma, † 1958)
- Mauro Silvano Lombardi, politico e partigiano italiano (Carrara, n. 1922 - Massa, † 1973)
- Riccardo Lombardi, politico, ingegnere e giornalista italiano (Regalbuto, n. 1901 - Roma, † 1984)
- Ruggero Lombardi, politico italiano (Lucera, n. 1898 - † 1976)

## Predicatori(1)
- Riccardo Lombardi, predicatore e religioso italiano (Napoli, n. 1908 - Rocca di Papa, † 1979)

## Presbiteri(1)
- Federico Lombardi, presbitero, giornalista e teologo italiano (Saluzzo, n. 1942)

## Registi(1)
- Guido Lombardi, regista cinematografico, sceneggiatore e romanziere italiano (Napoli, n. 1975)

## Schermidori(1)
- Giulio Lombardi, schermidore italiano (Livorno, n. 2002)

## Scrittori(2)
- Germano Lombardi, scrittore italiano (Oneglia, n. 1925 - Parigi, † 1992)
- Nicola Lombardi, scrittore italiano (Ferrara, n. 1965)

## Scultori(2)
- Alfonso Lombardi, scultore e medaglista italiano (Ferrara - Bologna, † 1537)
- Giovanni Battista Lombardi, scultore italiano (Rezzato, n. 1822 - Brescia, † 1880)

## Soprani(1)
- Federica Lombardi, soprano italiano (Cesena, n. 1989)

## Storici(1)
- Andrea Lombardi, storico e politico italiano (Tramutola, n. 1785 - Potenza, † 1849)

## Vescovi cattolici(1)
- Marcantonio Lombardi, vescovo cattolico italiano (Verona, n. 1710 - Crema, † 1782)

## Wrestler(1)
- The Brooklyn Brawler, ex wrestler statunitense (Brooklyn, n. 1961)